# Hipertrójglicerydemia
Hipertrójglicerydemia – zwiększenie ponad normę stężenia trójglicerydów we krwi, co wiąże się z ryzykiem rozwoju miażdżycy. Znaczna hipertrójglicerydemia może doprowadzić do ostrego zapalenia trzustki.

## Przyczyny
- idiopatyczne
- otyłość
- wysoka zawartość cukru w diecie
- cukrzyca i insulinooporność
- nadmierne spożycie alkoholu
- zespół nerczycowy
- uwarunkowania genetyczne
- niektóre leki (np. izotretynoina)
- niedoczynność tarczycy

## Leczenie
Leczenie polega przede wszystkim na ograniczeniu spożycia węglowodanów oraz tłuszczów, a także przyjmowaniu fibratów i statyn. Zwiększone spożycie oleju rybiego może znacząco obniżyć poziom trójglicerydów. Suplementacja diety kwasami tłuszczowymi omega-3 w postaci oleju z ryb okazała się skuteczna w zmniejszeniu poziomu trójglicerydów, a także wszystkich zdarzeń sercowo-naczyniowych o 19% do 45%.

## Klasyfikacja ICD10
| kod ICD10     | nazwa choroby                                |
| ------------- | -------------------------------------------- |
| ICD-10: E78   | Zaburzenia przemian lipidów i inne lipidemie |
| ICD-10: E78.1 | Czysta hyperglicerydemia                     |
| ICD-10: E78.2 | Hyperlipidemia mieszana                      |
| ICD-10: E78.3 | Hyperchylomikronemia                         |